# ملعب أنجيلو ماسيمينو
ملعب أنجيلو ماسيمينو ملعب متعدد الاستخدامات لعدة رياضات يقع في مدينة كاتانيا الإيطالية . يعتبر الملعب الرئيسي لمباريات نادي كاتانيا . تم افتتاحه في 1937 ويتسع لحضور 23420 متفرج .